# 천허
천허(중국어 간체자: 陈赫, 정체자: 陳赫, 병음: Chén Hè, 1985년 11월 9일 ~ )는 중국의 배우이다.

## 출연 작품
- 극품가정 (2016)
- 후난성 전투 (2016)
- 탐정 당인: 차이나타운 살인사건  (2015)
- 초급쾌체 (2015)
- 전병협 (2015)
- 의관소전 (2015)
- 미애지점입가경 (2014)
- 애정회래료 (2014)
- 애정공우 4 (2014)
- 애정자유천의 (2013)
- 로파적애정 (2012)
- 애정공우 3 (2012)
- 애정공우 2 (2011)
- 애정공우 1 (2009)